# Бравида Арена
Бравида Арена (швед. Bravida Arena) — футбольный стадион, расположенный в Гётеборге, в Швеции. Вместимость стадиона составляет 6 300 зрителей. Он служит домашней ареной для футбольного клуба «Хеккен».
Стадион был построен и открыт в 2015 года на месте бывшего стадиона Рамбергсваллен, демонтированного в 2014 году. Строительство нового объекта началось в апреле того же года после решения городских властей двумя месяцами ранее. Арена расположена на острове Хисинген и является единственным спортивным сооружением в стране, которое построено по принципу контракта «под ключ». Строительство стадиона обошлось в 181 миллион шведских крон. Вместимость арены составляет 6 500 зрителей. Владельцем стадиона является компания «Higab», подчинённая муниципалитету Гётеборга, которая совместно с оператором «GotEvent» была заказчиком его строительства. Арена отвечает всем требованиям лиги Аллсвенскан и является современным футбольным стадионом со всей необходимой инфраструктурой. В отличие от прежнего Рамбергсваллена у нового стадиона нет беговых дорожек.
5 июля 2015 года на новом стадионе состоялся первый официальный матч, в котором «Хеккен» переиграл «Хельсингборг» со счётом 3:2, в рамках чемпионата Швеции и в присутствии 6 000 зрителей.
Право на присвоение названия стадиону было предоставлено футбольному клубу «Хеккену», который продал коммерческие права на него своему титульному спонсору — компании «Bravida», в результате чего арена получила название Бравида Арена.